# Abraxas punctifera
Abraxas punctifera är en fjärilsart som beskrevs av Walker 1864. Abraxas punctifera ingår i släktet Abraxas och familjen mätare. Inga underarter finns listade i Catalogue of Life.